# پائولینا کیناشفسکا
پائولینا کیناشفسکا (لهستانی: Paulina Kinaszewska؛ زادهٔ ۲۴ ژوئیه ۱۹۷۶) بازیگر اهل لهستان است.
از فیلم‌ها یا مجموعه‌های تلویزیونی که وی در آن‌ها نقش داشته است، می‌توان به سال‌های شیرین و خانه کشیش اشاره نمود.